# National Red Cross Pageant
Pour plus de détails, voir Fiche technique et Distribution.
National Red Cross Pageant de 1917 est un spectacle patriotique américain organisé afin de vendre des bons de guerre, de soutenir la Croix-Rouge et de promouvoir une opinion favorable à l'engagement des États-Unis dans la Première Guerre mondiale. Ce spectacle en plein air fut présenté le 5 octobre 1917 à l’amphithéâtre en plein air de Rosemary, situé sur un domaine privé, Rosemary Farm, près de Huntington, dans l'État de New York. La production est également filmée par le réalisateur Christy Cabanne sous la forme d'un film muet réunissant de nombreuses célébrités. Il est aujourd’hui considéré comme un film perdu.

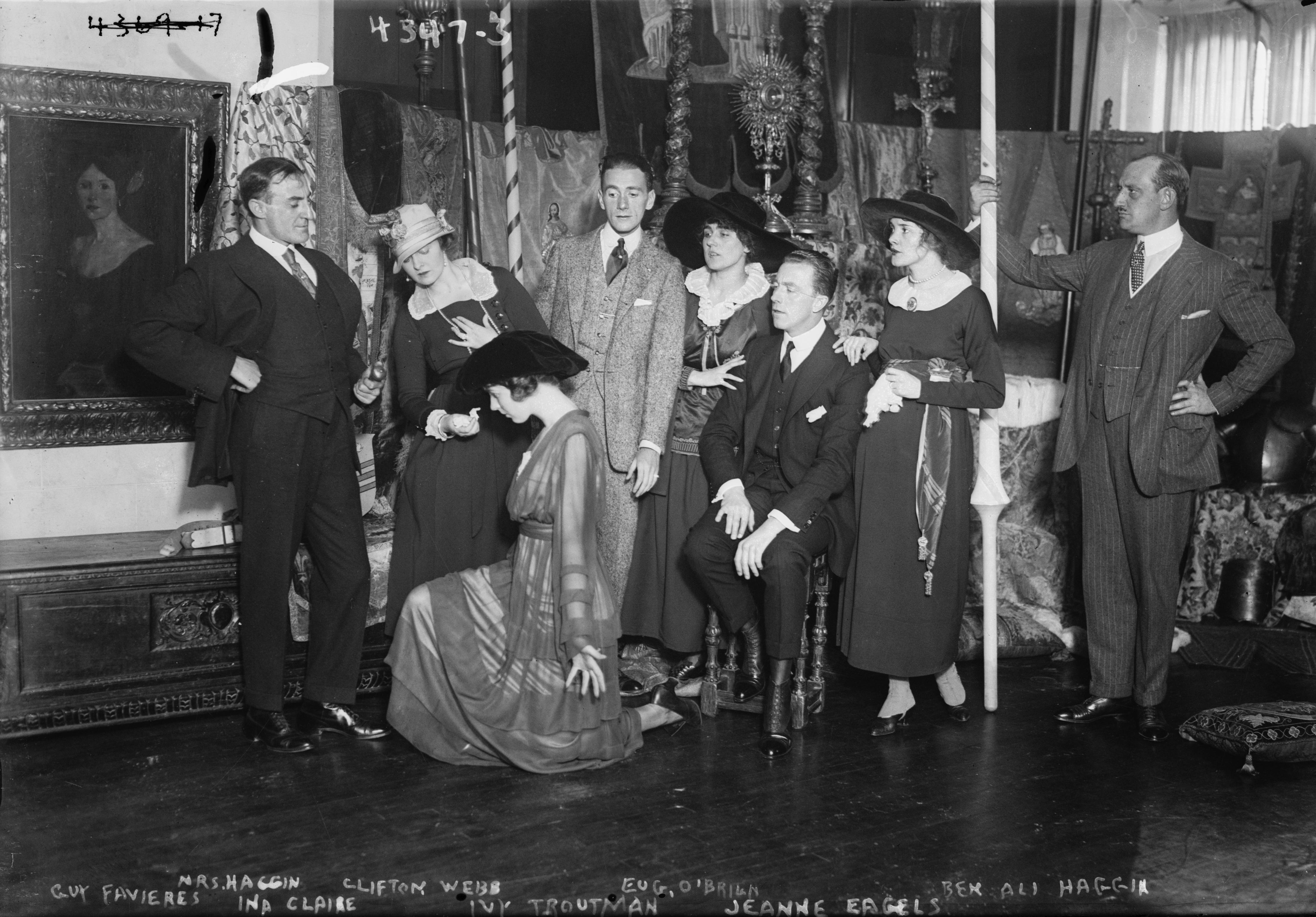
National Red Cross Pageant